# Bluj
Bluj (Głodowo) – przepływowe jezioro wytopiskowe Pojezierza Bytowskiego, w obrębie gminy Miastko, na obszarze źródłowym rzeki Wieprzy. Ogólna powierzchnia akwenu jeziora wynosi 43,4 ha.